# Шамс аль-Мульк
Шамс аль-Мульк Наср — второй правитель (хан) Западного Караханидского каганата (1068—1080).

## Биография

### Приход к власти
После того, как Ибрахим ибн Наср Табгач-хана разбил паралич, к власти в Западном Караханидском каганате пришел его сын Шамс аль-Мульк Наср.
Ему пришлось отстаивать престол в борьбе со своим братом Шу’айсом, который восстал против него.
Все монеты Шамс аль-Мулька, весьма многочисленные, биты только от его имени. Обращает на себя внимание также единообразие дирхамов Насра. В плане унификации серебряного чекана Шамс аль-Мульк пошёл дальше отца, помещавшего на дирхамах множество вариантов своей многообразной титулатуры. Всё это — несомненные свидетельства дальнейшей централизации Западного каганата при Шамс аль-Мульке.

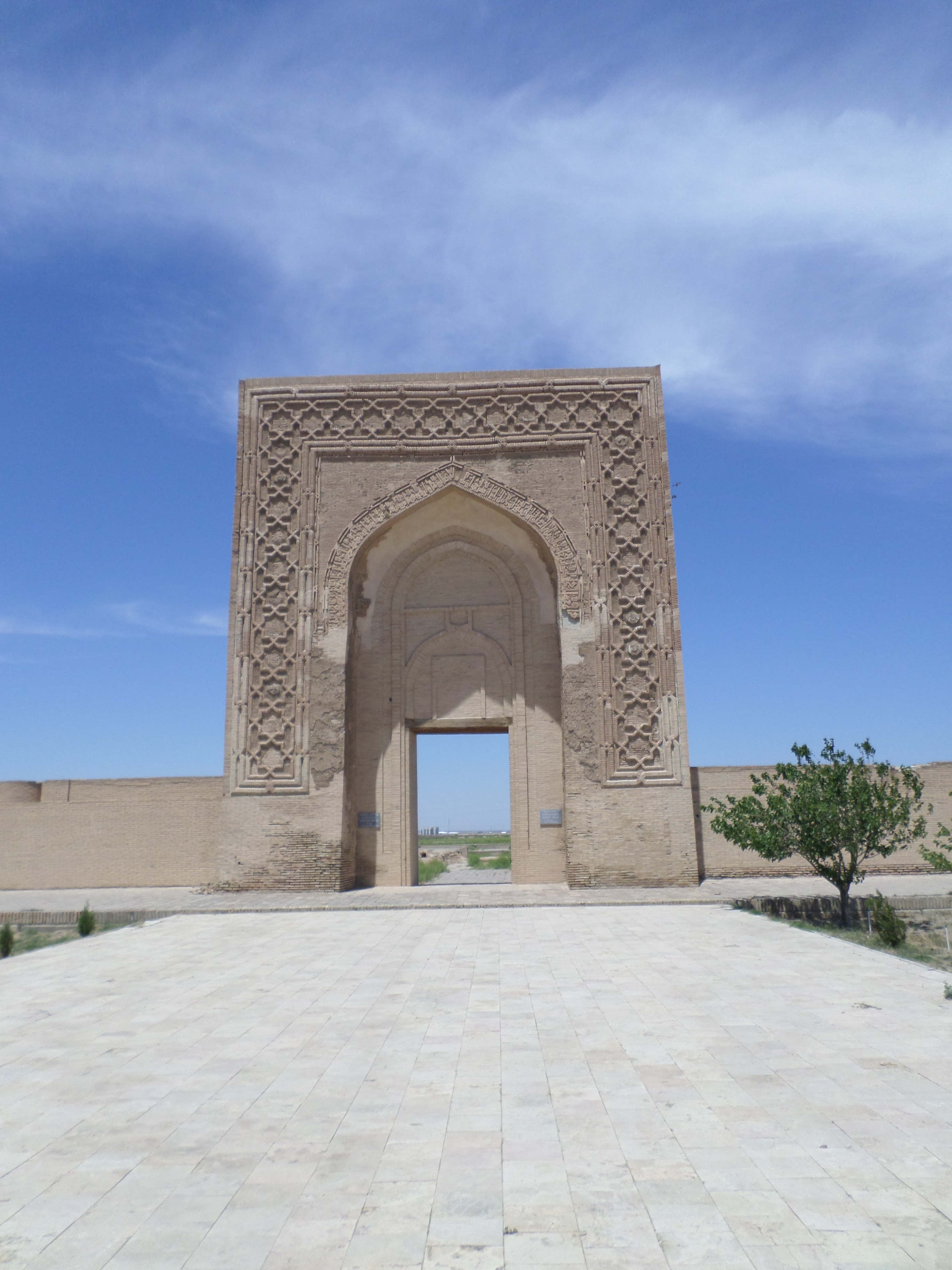
Караван-сарай Рабати Малик, построенный по приказу Шамс аль-Мулька близ Кермине

В 1072 году сельджукид Алп-Арслан с большим войском вторгся в Мавераннахр, однако случайно погиб в самом начале похода. Воспользовавшись этим, Наср захватил Термез и Балх, но ненадолго. Новый сельджукидский султан Малик-шах вернул оба города и в 1074 году двинулся на Самарканд. Дело кончилось заключением мира. В знак мира выдал в жены за султана Малик-шаха свою сестру Туркан-хатун.

### Политика в области культуры
При правлении Шамс аль-Мулька в стране продолжался экономический и культурный подъём. Столицей государства оставался Самарканд. По приглашению Шамс аль-Мулька в Самарканд прибыл молодой поэт и ученый Омар Хайям, который здесь написал свои первые научные произведения, прославившие его на весь мир.
В 1078-1079 годах Шамс аль-Мульк построил большой караван-сарай Рабат Малик (недалеко от современного города Навои). Он же построил новую соборную мечеть в Бухаре и дворец Шамсабад.

### Смерть
Скончавшемуся в 1080 году Шамс аль-Мульку наследовал его брат Хызр-хан.

## Семья
Шамс аль-Мульк женился на Айша-хатун, дочери сельджукского султана Алп-Арслана (1063–1072), а его сын Мелик-шах женился на дочери Ибрахим ибн Наср Табгач-хана, то есть его сестре Теркен-хатун.